# Orde van Leon
De Orde van Leon is een onderscheiding in de republiek Abchazië die in 1992 werd ingesteld en een enkele graad kent. De orde wordt voor dapperheid toegekend.
Het vierkante kleinood, een plaque heeft de vorm van een ruit en wordt op de borst gedragen. Het kleinood is van zilver en is op twee gekruiste zilveren zwaarden gelegd.
Op het centrale gouden medaillon is in reliëf een ruiter aangebracht. Op de rode ring staat in Cyrillisch schrift "Leon". 